# Руис, Иберт
Хосе Иберт Альберто Руис Васкес (исп. José Hibert Alberto Ruíz Vázquez; 25 мая 1987, Леон-де-лос-Альдама, Мексика) — мексиканский футболист, полузащитник клуба «Веракрус».

## Клубная карьера
Руис начал профессиональную карьеру в клубе «Леон». 20 июля 2008 года в матче против «Леонес Негрос» он дебютировал в Лиге Ассенсо. 26 февраля в поединке против «Леонес Негрос» Иберт забил свой первый гол за «львов». В 2011 году он полгода выступал за «Торос Неса». Летом того же года Руис перешёл в «Керетаро». 24 июля в матче против столичной «Америки» он дебютировал в мексиканской Примере. 2 октября в поединке против «Гвадалахары» Иберт забил свой первый гол за «Керетаро».
В начале 2012 года Руис перешёл в «Чьяпас». 22 января в матче против «Сантос Лагуна» он дебютировал за новую команду. Сыграв за клуб всего семь матчей Иберт покинул ягуаров.
Летом 2012 года Руис подписал контракт с «Монаркас Морелия». 28 июля в матче против «Монтеррея» он дебютировал за новую команду. 1 ноября 2014 года в поединке против «Монтеррея» Иберт забил свой первый гол за «Монаркас Морелия». В том же году он стал обладателем Кубка Мексики. В начале 2016 года Руис на правах аренды перешёл в УНАМ Пумас. 31 января в матче против «Атлас» он дебютировал за «пум». 18 марта в поединке Кубка Либертадорес против эквадорского «Депортиво Тачира» Иберт забил свой первый гол за команду. Летом 2016 года Руис на правах аренды вернулся в «Чьяпас» на правах аренды.

## Достижения
Командные
 «Монаркас Морелия»
- Обладатель Кубка Мексики — Клаусура 2014
- Обладатель Суперкубка Мексики — 2014